# Clotilde Borella
Clotilde Luisa Borella (Buenos Aires, 4 de mayo de 1928 - ibid., 10 de noviembre de 1997) fue una actriz argentina.

## Carrera
Nacida en Corrientes y Callao, en pleno centro de Buenos Aires, hija de Víctor Borella y de Mauricia Luisa Knusli. De chica siempre le gustaba todo lo relacionado con el arte, y ella por lo tanto hacía baile, zapateo americano, pero su padre no quería saber nada con la actuación, ya que en esa época era mal visto por cierta gente. A los 52 años comenzó a estudiar teatro con Carlos Gandolfo, pese a que su esposo, de profesión químico, no quería que ella estudiara eso. Estudió Bellas Artes y fue becada por el pintor Emilio Pettoruti. Su primer trabajo en el teatro fue para la obra Lo que mata es la humedad, con Dora Baret y Adrián Ghío.
Sus participaciones en cine fueron breves y escasas, pero llegó a participar en 9 películas, iniciándose en 1981 en Ritmo, amor y primavera, de Enrique Carreras y posteriormente Los crápulas, El desquite, Darse cuenta, Esperando la carroza, con China Zorrilla y Betiana Blum, Cien veces no debo, con Norma Aleandro y Luis Brandoni, entre otras.
También participó en televisión, en ciclos como Amo y señor, con Luisa Kuliok y Arnaldo André, El hombre que amo, Tu mundo y el mío, Pasiones y Manuela. En 1990 realiza su última intervención cinematográfica en Cien veces no debo, de Alejandro Doria. En la década de 1990 fue relanzada por Antonio Gasalla para participar en el ciclo El palacio de la risa, programa que acabaría dejando por problemas de salud. Ella en una nota periodística dijo estar agradecida por haber sido contratada por Gasalla: "Siempre fue mi ídolo y siempre lo admiré".
Murió de cáncer a los 69 años el 10 de noviembre de 1997 en Buenos Aires. Se casó en Buenos Aires el 13 de junio de 1956 con Fernando Crespo con quien tuvo dos hijos, una de ellas llamada María Cecilia Crespo.
En notas periodísticas, Borella dijo: «(...) Si en la vida no te salvás por el humor, estás listo (...) Me gustaría que me recuerden con una sonrisa y mucho amor.»

## Filmografía
- Cien veces no debo (1990)
- Flores robadas en los jardines de Quilmes (1985)
- Esperando la carroza (1985)
- Darse cuenta (1984)
- El desquite (1983)
- Diablito de barrio (1983)
- Los pasajeros del jardín (1982)
- Los crápulas (1981)
- Ritmo, amor y primavera (1981)

## Televisión
- Gasalla '91 (1991) Telefé
- El Palacio de la Risa (1992 - 1993) ATC
- El Palacio de la Risa (1994 - 1995 - 1996) Canal 13
- Gasalla en La Tele (1997) Canal 13
- Manuela (1991)
- La extraña pasajera (1988)
- Pasiones (1988)
- Tu mundo y el mío (1987)
- El hombre que amo (1986)
- Amo y señor (1984)